# Im Strahl der Sonne
Im Strahl der Sonne (russisch В лучах солнца W lutschach solnza, tschechisch V paprscích slunce, englisch Under the Sun) ist ein Dokumentarfilm des russisch-ukrainischen Regisseurs Witali Manski aus dem Jahre 2015. Der Film hatte seine Premiere am 29. Oktober 2015 auf dem Internationalen Leipziger Festival für Dokumentar- und Animationsfilm. Der offizielle deutsche Kinostart war am 10. März 2016. Das Erste zeigte den Film am 19. Oktober 2016 unter dem Titel Inside Nordkorea.

## Handlung
Das 8-jährige Mädchen Zin-mi (Sin Mi) lebt mit ihren Eltern in der nordkoreanischen Hauptstadt Pjöngjang. Das Filmteam begleitet sie ein Jahr lang in ihrem Alltag – auf ihrem Weg zur Schule, beim gemeinsamen Abendessen mit den Eltern oder einer wichtigen Schulaufführung – und dokumentiert die beruflichen Hintergründe von Vater und Mutter. Eifrig arbeitet Zin-mi auf ihre bevorstehende Aufnahme in den Sozialistischen Jugendverband hin, mit der sie am Tag des strahlenden Sterns (dem Geburtstag des ehemaligen Diktators Kim Jong-il) zum vollwertigen Mitglied des sozialistischen Staates wird.

## Hintergrund
Manski erhielt zwar eine offizielle Drehgenehmigung, stand aber unter ständiger Kontrolle der Regierung. Diese gab ein genaues Drehbuch mit Dialogen für den „Dokumentarfilm“ vor, suchte Drehorte und Interviewpartner aus und postierte Aufpasser am Set, die die Szenen dirigierten. Die Filmemacher durften nicht direkt mit der Familie sprechen, jemand aus dem Kamerateam verstand jedoch Koreanisch, was den Aufpassern aber nicht auffiel.
Am Ende jedes Drehtages musste das Filmteam das Rohmaterial zur Kontrolle abgeben und bekam es später zensiert zurück. Um die Zensur zu umgehen, ließen die Kameraleute die Kameras auch zwischen den von den nordkoreanischen Aufpassern vorgegebenen Einstellungen weiter laufen. Zudem suchte die Kamerafrau während der Dreharbeiten wegen „Magenproblemen“ öfter die Toilette auf und kopierte dort die Aufnahmen auf neue Speicherkarten, die dann aus Nordkorea herausgeschmuggelt wurden. Nach anderen Quellen wurde gleichzeitig auf zwei Speicherkarten aufgenommen. Eine der Speicherkarten wurde den nordkoreanischen Zensoren überlassen, die andere steckte sich die Kamerafrau auf der Toilette in die Hose und konnte so außer Landes geschmuggelt werden. So konnte das Zustandekommen der Inszenierungen und Arrangements dokumentiert werden und Manski gelang es, die Propaganda-Maschinerie eines totalitären Staates zu entlarven.
Insgesamt wurden 75 Drehtage im Rahmen von drei Nordkorea-Reisen zugesichert. Die dritte Einreise wurde aus unklaren Gründen nicht mehr gestattet, so dass am Ende nur 45 Drehtage übrig blieben. Nach Fertigstellung des Films versuchte die nordkoreanische Regierung, die Veröffentlichung zu verhindern. Das nordkoreanische Außenministerium schickte eine Beschwerde an das russische Außenministerium, das Produktionspartner war, um ein Verbot der Aufführung des Films zu erreichen.
Die im Februar 2016 zum Doc Fortnight festival des Museum of Modern Art vorgesehene Aufführung des Films sagte die Filmkuratorin des Museums Sally Berger aus Angst vor Cyberattacken kurzfristig ab. Nach einem Interview mit der Leipziger Produzentin Simone Baumann in der New York Times kündigte das Museum der Mitarbeiterin.
Am 19. Mai 2016 kritisierte das nordkoreanische Sprachrohr Arirang-Meari den Film, der „den guten Willen der Nordkoreaner tief verletze“. Zin-mis Familie verurteilte in dem Artikel das gesamte Projekt, da es die mangelnde Erfahrung der jungen Darstellerin ausgenutzt hätte, unter Vorspiegelung falscher Tatsachen zustande gekommen und so ein „anti-nordkoreanischer Film“ entstanden sei. Die Mutter behauptete, dass Manski die Szenen mit ihrer Tochter inszeniert habe. Sie dächte, es würde ein Dokumentarfilm zum Zweck einer freundschaftlichen Zusammenarbeit mit Nordkorea werden und wüsste nicht, dass Manski eine solch schwarz gesinnte Person wäre.

„Ich wollte einen Film über das echte Leben in Nordkorea drehen. Aber es gibt dort kein echtes Leben, wie wir es kennen. Es gibt lediglich eine bestimmte Vorstellung vom ‚richtigen‘ Leben. Unser Film zeigt in Wirklichkeit eine große Täuschung.“

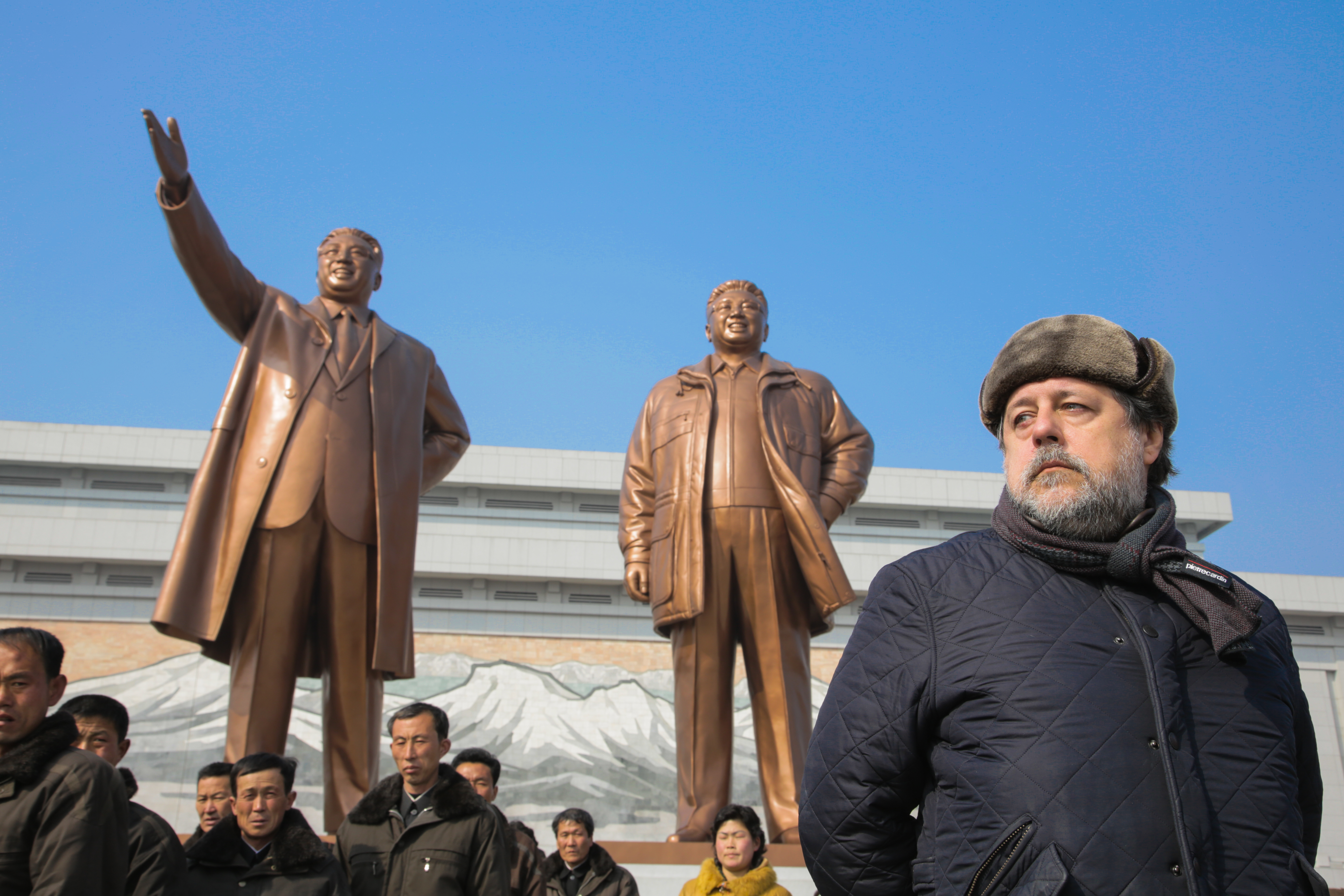
Manski 2014 in Nordkorea

Außer in Deutschland erlebte der Film unter anderem in den USA, Japan, Südkorea, Polen, Lettland und Tschechien eine Kino-Auswertung.
In den USA wird der Film von der New Yorker Firma Icarus Films vertrieben.

## Kritik
„Der Regie-Veteran wandelte die gegebenen Einschränkungen in einen riesigen Vorteil um, indem er einfach die vierte Wand fallen ließ und so die schiere Brutalität der nordkoreanischen Staatsmaschinerie sowie die miserablen Gesellschaftszustände bloßstellt. Auf diese Weise erfasst Manski exakt die Arbeitsweise des Staatsapparats.“

„Eine faszinierende Studie über staatliche Propaganda und die dunkle Wahrheit, die hinter ihr lauert.“

## Auszeichnungen
Der Film wurde (Stand November 2016) von 54 internationalen Festivals auf 5 Kontinenten gezeigt und erhielt 13 Preise, unter anderem:
- Internationales Dokumentarfilmfestival Jihlava 2015[16]
  - Bester mittel- und osteuropäischer Dokumentarfilm
- Internationales Filmfestival „Schwarze Nächte“ Tallinn 2015[17]

- - Beste Regie
  - Preis der Jury
- Hong Kong International Film Festival 2016[18]
  - Preis der Jury, Dokumentarfilm-Wettbewerb
- Ânûû-rû Âboro Film Festival New Caledonia 2016[19]
  - Großer Preis des Festivals
- Nominierung für die Asia Pacific Screen Awards 2016[20]